# Pablo Fuente Aguirre
Pablo Fuente Aguirre (Madrid, 1973) és un economista i divulgador espanyol. Destaca per la seva feina com a col·laborador habitual en projectes d'Iker Jiménez a Mediaset Espanya, en els quals va aconseguir notorietat per la seva tasca informativa durant la pandèmia de COVID-19 a Espanya. També és creador del podcast d'investigació El Respeto.
D'origen gallec i un de cinc germans, Fuente es va graduar en ciències econòmiques i empresarials a la Universitat Complutense de Madrid, afegint més tard un màster en direcció d'empreses a ESADE de Barcelona. Les seves primeres ocupacions van ser en el món de l'assessoria empresarial, en el qual va treballar per a empreses de l'altura de Pepsi, Energizer i Capital Riesgo tant a Espanya com a l'estranger. No obstant això, el periodisme i la ràdio van ser des de sempre els seus principals aficions, el que el va portar a seguir especialment a Miguel Blanco Medrano i Iker Jiménez. El 2015, residint en aquells dies a Bèlgica i Suïssa, Fuente va obrir el podcast d'investigació periodística El Respeto, a la plataforma Ivoox.
Quatre anys després del debut del seu espai, Fuente es va convertir en col·laborador de La mesa del coronel, programa de geopolítica produït per Iker Jiménez i presentat pel coronel Pedro Baños a Cuatro. A això va afegir aparicions a Cuarto Milenio i Milenio Live, també programes de Jiménez.
El març de 2020, Cuarto Milenio va acaparar l'atenció dels mitjans per una sèrie de reportatges sobre la pandèmia de COVID-19 a Espanya, el principal d'ells que datava de febrer, els convidats predeien de manera precisa l'adveniment de la crisi sanitària. La participació del propi Fuente al programa, en què portava dades d'una falta de preparació per part de Govern d'Espanya i dirigia recomanacions sanitàries als espectadors, es va convertir en un vídeo viral a les xarxes socials, La polèmica resultant va ocasionar que Fuente, que es va unir a l'equip del programa especialitzat Horizonte: Informe Covid poc després, comencés a rebre freqüents amenaces de mort, fins al punt de plantejar-se abandonar la investigació abans que Jiménez intervingués per brindar protecció. El cas, segons va revelar el podcaster, es va saldar amb la intervenció de la Policia Nacional i una sèrie de detencions.
El 2020, El Respeto va rebre el premi al millor podcast de l'any per l'Associació d'Escoltes de Podcasting, atraient el 46% dels vots del públic.